# Молино-Болзенда (Болоња)
Молино-Болзенда (итал. Molino-Bolsenda) је насеље у Италији у округу Болоња, региону Емилија-Ромања.
Према процени из 2011. у насељу је живело 31 становника. Насеље се налази на надморској висини од 116 м.